# گوش لاغر
گوش لاغر ، روستایی است از توابع بخش مرکزی شهرستان صالح اباد  در استان خراسان رضوی.این روستا پایتخت شهرستان صالح آباد است
این روستا در دهستان   صالح‌آباد (بخش  مرکزی )   شهرستان صالح‌آباد قرار دارد و بر اساس سر  شماری سال ۱۴۰۰ جمعیت آن (۴۵۲خانوار) ۲۵۲۰ نفر 
بوده‌است.